# Guy Carbonneau
Joseph Harry Guy Carbonneau (Sept-Îles, 18 marzo 1960) è un ex hockeista su ghiaccio e allenatore di hockey su ghiaccio canadese.

## Biografia
Nel corso della sua carriera ha giocato con Chicoutimi Saguenéens (1976-1980), Nova Scotia Voyageurs (1979/80, 1980-1982), Montreal Canadiens (1980/81, 1982-1994), St. Louis Blues (1994/95) e Dallas Stars (1996-2000).
Ha ottenuto il Frank J. Selke Trophy in tre occasioni (1988, 1989, 1992).
Da allenatore ha guidato i Montreal Canadiens dal 2006 al 2009.